# Деревач
Дерева́ч — село в Україні, у Львівському районі Львівської області. Населення становить 130 осіб.

## Історія
Деревач давніше — присілок Раківця.
Діяв монастир оо. Василіян. Для нього у 1719 році Гнат Стобенський вирізьбив деталі іконостасу.

## Населення
У селі мешкає 167 осіб. Мовний склад села:
| Мова       | Число ос. | Відсоток |
| ---------- | --------- | -------- |
| українська | 167       | 100      |